# Мольтке, Фредерик
Фредерик граф Мольтке (дат. Frederik Moltke; 18 января 1754, Оденсе — 4 июля 1836, Валлё, Зеландия) — датский политик, государственный деятель, министр по делам государства с 1810 по 1814 год, фактический премьер-министр, член Тайного совета.

## Биография
Представитель графского рода Мольтке. Сын генерал-лейтенанта Йохана Георга Мольтке (1703—1764) и баронессы Элизабет Жаннет Вольцоген (1715—1788). Племянник Адама Готлоба Мольтке, дипломата и фаворита короля Дании Фредерика V. Дядя датского военачальника Антона Мольтке. Рано потерял отца. Получил хорошее домашнее образование.
С 1771 — служил драгунским офицером в Зеландии. Позже изучал право.
С 1773 состоял в свите вдовствующей королевы Дании Юлианы Марии Брауншвейг-Вольфенбюттельской.
С 1780 — камергер. В следующем году стал префектом круга Телемарка в Норвегии и исполнял обязанности 14 лет. В 1795 был назначен первым заместителем департамента таможни и заместителем финансовой коллегии, членом совета Банка Дании. Позже стал президентом Генеральной таможни.
С 1808 году — тайный советник. В 1810 году назначен министром по делам государства.
В 1810 году Мольтке в соавторстве с Николаем Грундтвигом (1783—1872) и Йенсом Крахом Хёстом написал статью, в которой выразил идею создания единого государственного образования из трёх Северных королевств (Швеция, Дания и Норвегия) и призывом к шведам избрать датчанина на шведский престол.
Как правительственный чиновник проявил большое рвение при проведении либеральных реформ, способствовал развитию в стране литературы и науки.
Был членом Датской королевской академии наук и членом Скандинавского литературного объединения.
Ушёл в отставку в мае 1814 года и был сослан в Ютландию, в связи с тем, что спецслужбами Дании было перехвачено его письмо, в котором Мольтке, проявил себя одним из тех, кто выразил свои безоговорочные симпатии к борьбе норвежцев за свою независимость. Тем не менее, он сохранил свой ранг министра до 1833 года.
В 1811 году награждён орденом Слона.